# Estação Aubervilliers - Pantin - Quatre Chemins
Aubervilliers - Pantin - Quatre Chemins é uma estação da linha 7 do Metrô de Paris, localizada no limite das comunas de Aubervilliers e de Pantin, sob a avenue Jean-Jaurès.

## História

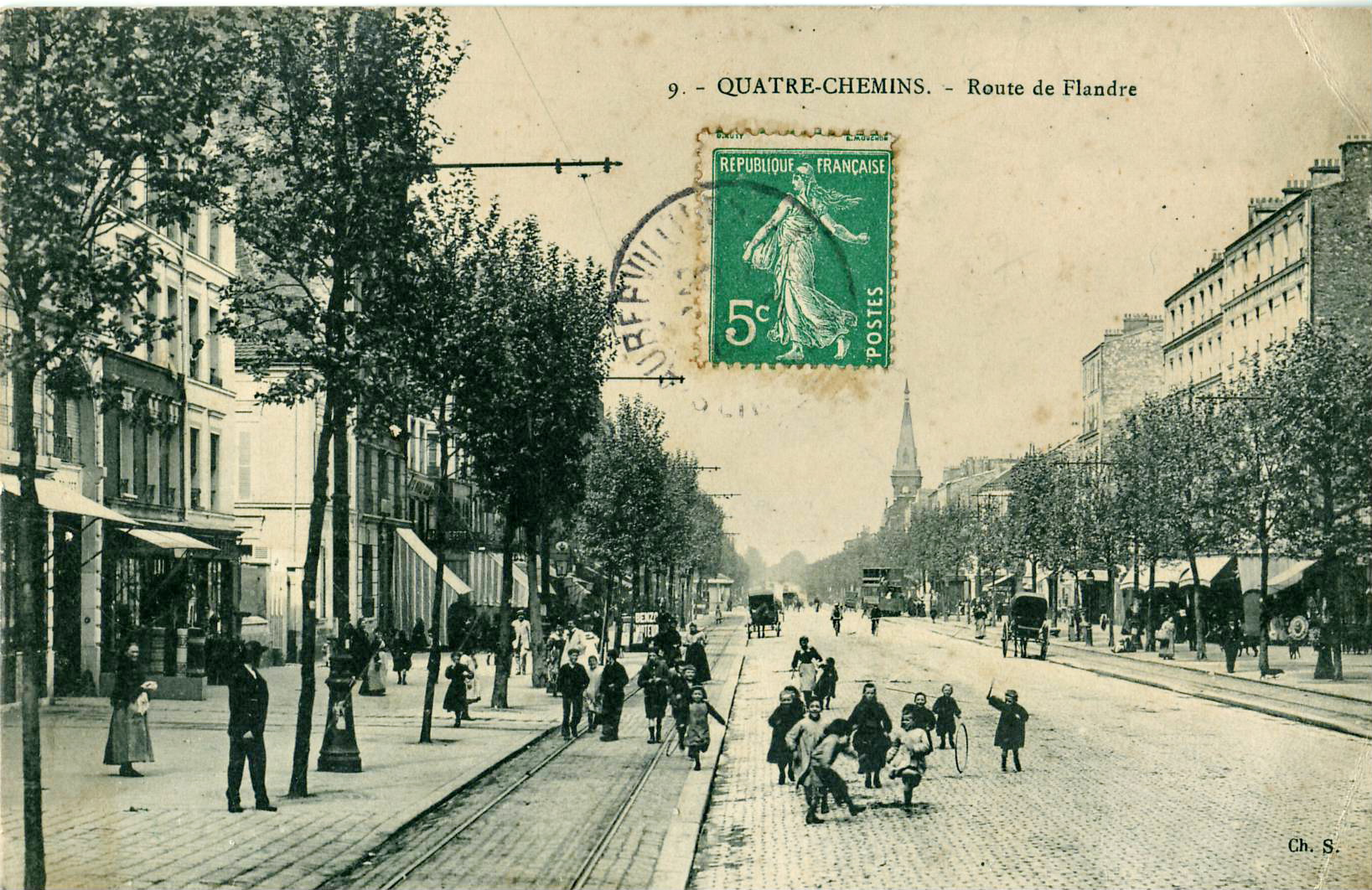
Muito antes da chegada do metrô, os Quatre Chemins já eram servidos pelo transporte público: aqui se vê, antes da Primeira Guerra Mundial, os trilhos do tramway que circulavam em local próprio, em ambos os lados da RN2.
Uma outra linha ligando Aubervilliers a Pantin a cruzava no carrefour des Quatre Chemins.

A estação foi inaugurada em 4 de outubro de 1979, como parte da extensão da linha de Porte de la Villette a Fort d'Aubervilliers.
O nome de Quatre Chemins é o de uma localidade portada por um cruzamento na velha estrada de Flandres (estrada nacional 2) na fronteira das duas comunas mencionadas no nome da estação, com a avenue de la République (Estrada departamental 20) e a avenue Édouard-Vaillant.
Ela viu entrar 7 131 674 passageiros em 2015, o que a coloca na 36ª posição das estações de metrô por sua frequência.

## Serviços aos passageiros

### Acessos
A estação tem cinco acessos, incluindo duas escadas na avenue de la République bem como duas escadas rolantes e uma escada fixa na avenue Jean-Jaurès.

### Plataformas

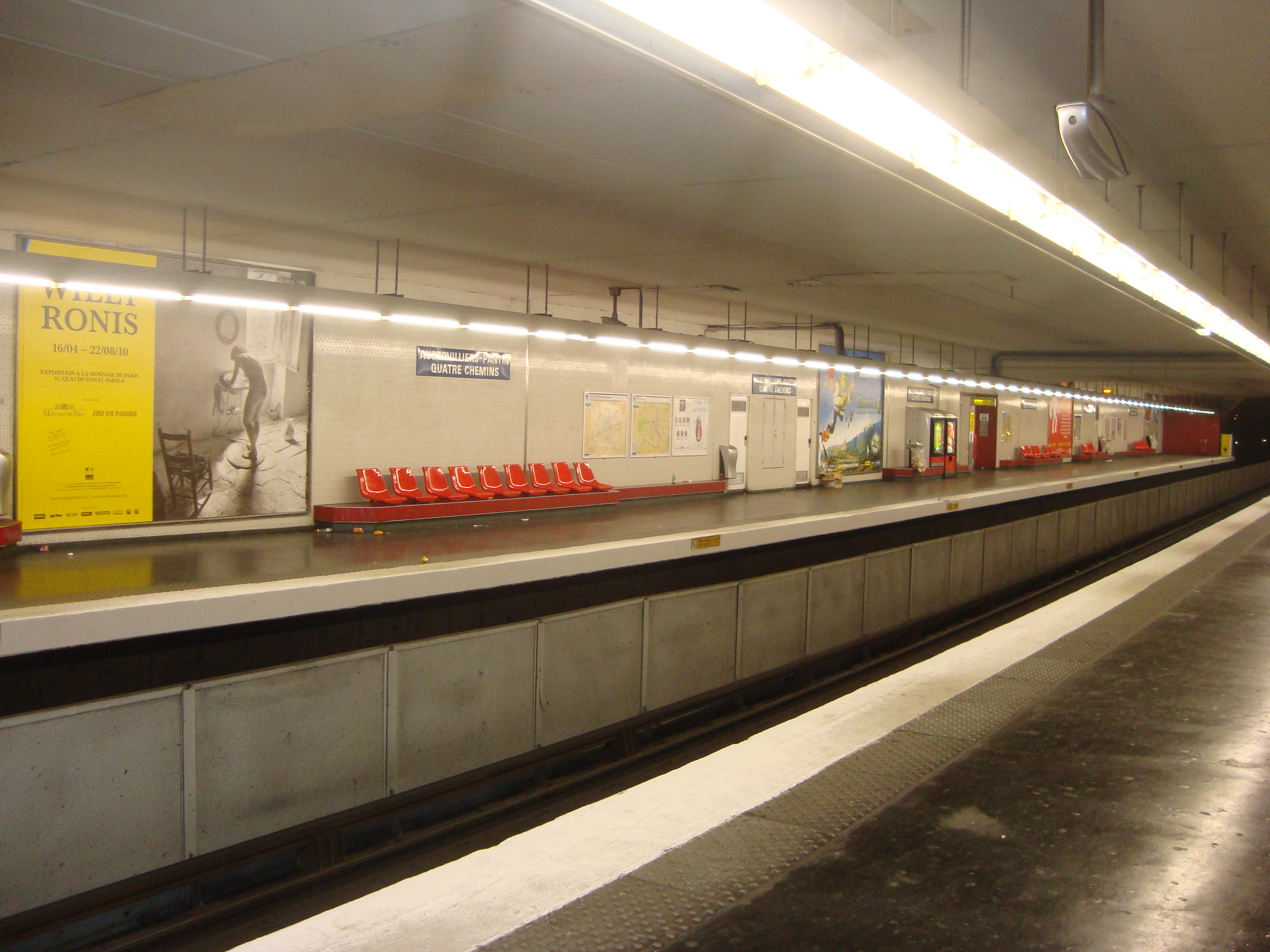
As plataformas da estação.

As plataformas da estação estão dispostas em estilo "Andreu-Motte".

### Intermodalidade
A estação é servida pelas linhas 150, 152, 170, 249 e 330 da rede de ônibus RATP e, à noite, pela linha N42 da rede Noctilien.

## Pontos turísticos
O quartier des Quatre Chemins é um bairro animado localizado na borda de Pantin e Aubervilliers, a uma curta distância da Porte de la Villette. A estação serve a igreja Sainte-Marthe des Quatre-Chemins.